# Paul Fischer (Fußballspieler, 1882)
Paul Fischer (* 6. September 1882; † 6. Februar 1942) war ein deutscher Fußballspieler. Mit seinem Verein BTuFC Viktoria 89 gewann er zweimal die Deutsche Meisterschaft, viermal die Berliner Meisterschaft und dreimal den Berliner Pokal.

## Karriere

### Vereine
Fischer, als Beamter bei der Preußischen Eisenbahn tätig, gehörte von 1902 bis 1911 dem BTuFC Viktoria 89 als Abwehrspieler
an, für den er in den vom Verband Berliner Ballspielvereine ausgetragenen Meisterschaften zumeist als linker Verteidiger Punktspiele bestritt.
Für die „Himmelblauen“ bestritt er aufgrund der Erfolge insgesamt zehn Endrundenspiele um die Deutsche Meisterschaft. Bei seiner Premiere 1906/07, bestritt er alle drei Endrundenspiele und debütierte am 21. April 1907 beim 2:1-Viertelfinalsieg über den SC Schlesien Breslau. Nach dem 4:1-Halbfinalsieg am 9. Mai 1907 beim FC Victoria 1895 aus Hamburg erreichte er mit seiner Mannschaft das Finale, das am 19. Mai 1907 in Mannheim jedoch mit 1:3 gegen den Freiburger FC verloren wurde.
In der Folgesaison kam er ebenfalls in allen drei Endrundenspielen zum Einsatz – diesmal gewann er nach den erfolgreichen Viertel- und Halbfinale das Finale. Dieses wurde auf dem Germania-Platz vor 4.000 Zuschauern am 7. Juni 1908 mit 3:1 gegen den FC Stuttgarter Cickers gewonnen.
Das dritte Meisterschaftsfinale in Folge verlor er mit seiner Mannschaft am 30. Mai 1909 in Breslau mit 2:4 gegen den FC Phönix Karlsruhe. Dabei wurde er als linker Verteidiger gegen den zukünftigen Nationalrechtsaußen Karl Wegele in den überwiegenden Zweikämpfen beschäftigt.
Mit demselben Ergebnis aus dem Endspiel von 1908 gewann er auch das am 4. Juni 1911 in Dresden gegen den VfB Leipzig ausgetragene Finale; das Viertel- und Halbfinale bestritt er diesmal nicht.
Von 1911 bis 1914 ließ er seine Karriere beim zweitklassigen BFC Vorwärts 90 Berlin ausklingen.

### Nationalmannschaft
Fischer bestritt am 20. April 1908 beim 1:5 (1:3) gegen die Englische Nationalmannschaft der Amateure ein Länderspiel für die A-Nationalmannschaft. Mit Torhüter Paul Eichelmann und Otto Hantschick bildete er dabei das deutsche Schlussdreieck.

## Erfolge
- Deutscher Meister 1908, 1911
- Berliner Meister 1907, 1908, 1909, 1911
- Berliner Pokal-Sieger 1907, 1908, 1909